# فرديناندو الأول دي مدتشي

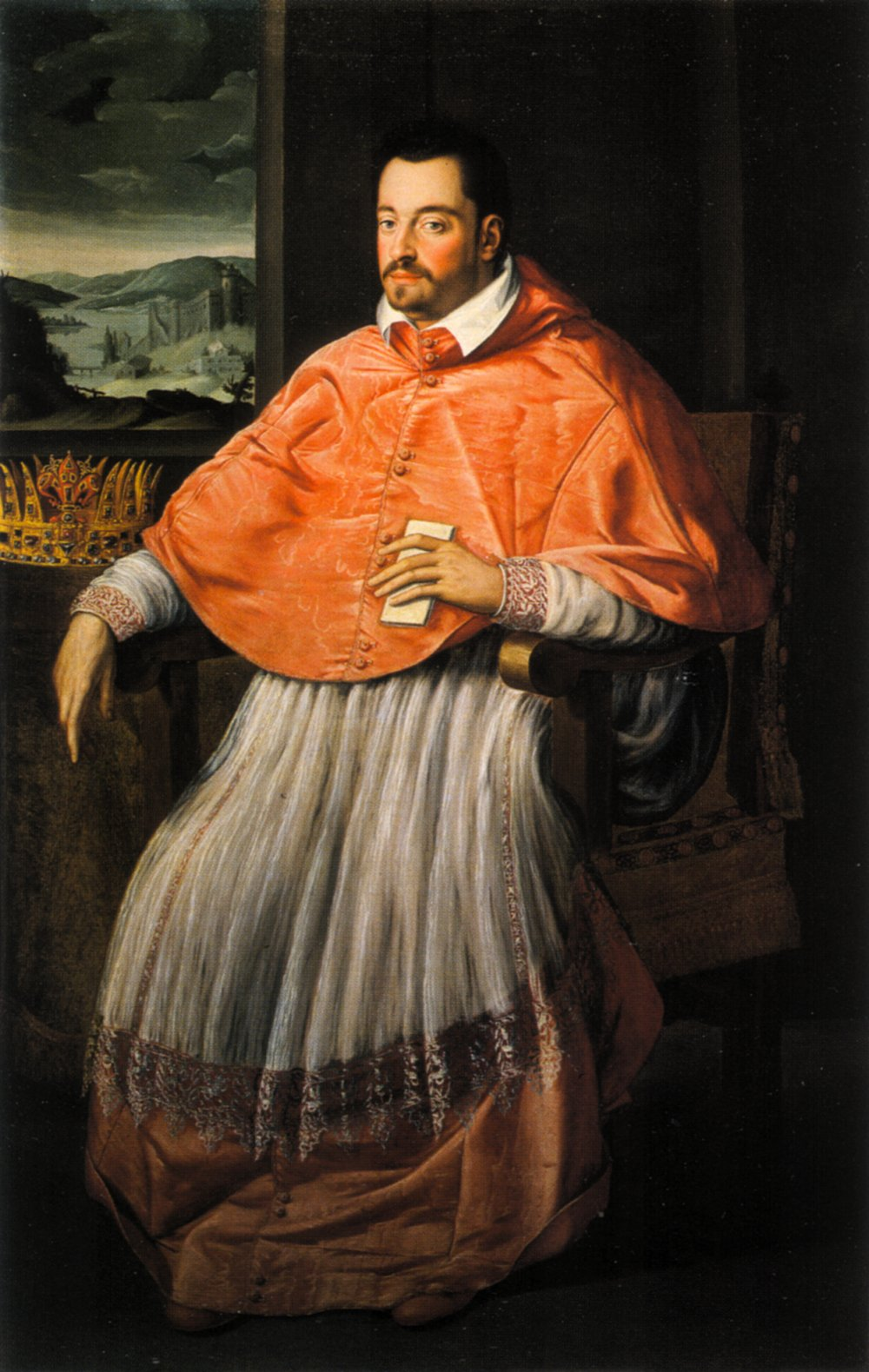
فرديناندو الأول

فرديناندو الأول دي ميديشي، دوق توسكانا الأكبر (30 يوليو 1549 - 17 فبراير 1609)، ظل دوقا أكبر لتوسكانا في الفترة من 1587 إلى 1609، خلفا لأخيه الأكبر فرانشيسكو الأول غراندوق توسكانا.

## شبابه
فردناندو هو الابن الخامس لكوزيمو الأول غراندوق توسكانا وإليونورا طليطلة (1519-62) ابنة بيدرو ألفاريز طليطلة والي نابولي الإسباني. نصب كاردينالا عام 1562 في سن الرابعة عشرة ،إثر وفاة شقيقته الكاردينال جوفاني.
حيث في بيزا قتلت الملاريا والدته إليونورا وصغيريها جوفاني وغارسيا، شقيقي فرديناند الأول، بينما نجى هو فقط. وعانى في السنوات اللاحقة من الدرن.

## سنوات حكمه
خلف شقيقه فرانشيسكو الأول عام 1587 في سن الثامنة والثلاثين. سبق وأن أثبت مهارته في الإدارة في روما. أسس فيلا ميديشي في روما متحصلا على العديد من الأعمال الفنية، والتي أخذها معه فيما بعد إلى فلورنسا.
احتفظ بصفة الكاردينال حتى بعدما أصبح دوقاً أكبر، إلى أن تزوج من كريستين من اللورين عام 1589. حتى مجيء البابا أوربانوس الثامن لم يكن الكارادلة بالضرورة يسمون رجال دين، حتى وإن كانت معظمهم سموا كشماس أو كاهن أو أسقف. فأصبح اللقب والسلطة المرتبطة به مطلوبة إلى حد كبير.
عند وفاته عام 1609 ترك أربعة من أبناء أكبرهم كوزيمو الثاني الذي ورث العرش في سن التاسعة عشرة. ابنة فرديناندو كلوديا (1604-1648) تزوجت فيديريكو أوبالدو دوق أوربينو، بينما كانت ابنته الأخرى ماريا مادالينا دي ميديشي.
separatore